# Дом Баура
Зимою мы жили в старом-престаром, ещё петровских времен, Бауеровом доме, на углу Невы и Фонтанки, у Прачешного моста, против Летнего сада: с одной стороны — Летний дворец Петра I, с другой — его же домик и древнейший в Петербурге деревянный Троицкий собор. Квартира казенная, огромная, со множеством комнат, жилых и парадных, в двух этажах. Окна на север; комнаты большие, мрачные; обстановка торжественно-чиновничья.
Автобиографическая заметка, Дмитрий Сергеевич Мережковский
Дом Баура (Баурский дом, иногда — Боура, Боурский дом) — памятник архитектуры. Расположен в Санкт-Петербурге, современный адрес дома — набережная реки Фонтанки, 2, набережная Кутузова, 36.
В 1775 году участок рядом с Прачечным мостом для постройки дома получил М. И. Мордвинов (успел построить только подвальный этаж), соседний по Неве — А. А. Саблуков. Оба участка в 1781 году получил Ф. В. Баур, дом достроил для него неизвестный архитектор (возможно, Ю. М. Фельтен или К. И. Шпекле). Так как дом возведён до сооружения набережной, он выступает за красную линию.
В 1784 году после смерти Баура дом купила казна, в нём жили служители царских дворцов и престарелые заслуженные чиновники и была устроена кладовая предметов комнатного убранства дворца; в доме в детстве жил Д. С. Мережковский.
Украшение двухэтажного дома сводится к неглубоким нишам на первом этаже, прорезанным оконными проёмами, и плоским прямоугольным наличникам на втором этаже. Пять осей по центру фасада незначительно выступают вперёд, увенчаны ступенчатым аттиком. В некоторых помещениях сохранились элементы отделки первой половины XIX века.
В начале XX века в доме размещалось Управление придворно-медицинской части и Медицинская часть штаба гвардейского корпуса. В 1917 году в доме сделали общежитие. В 1920-х годах в доме на первом этаже жила А. Ахматова.
В середине XIX века дом реконструировал Р. И. Кузмин. В 1906 г. Н. Т. Стуколкин построил новый шестиэтажный дворовый флигель. В 1907—1909 годах дом был перестроен ещё раз Стуколкиным, в 2000—2010 годах — В. В. Лубенко.
Во дворе дома создан мозаичный дворик (музей под открытым небом «Санкт-Петербург — Олимп культуры»).